# انقلاب ۱۸۴۸ آلمان
انقلاب ۱۸۴۸ آلمان که انقلاب مارس نیز خوانده می‌شود، بخشی از جنبش‌های ۱۸۴۸ بود که در بسیاری از کشورهای اروپایی رخ داد. انقلاب ۱۸۴۸ آلمان در درون کنفدراسیون آلمان به علاوهٔ امپراتوری اتریش درگرفت. این انقلاب، پان‌ژرمنیسم را تقویت نمود. این انقلاب نشان دهندهٔ ناخشنودی مردم آلمان از سیستم اداری و سیاسی آشفتهٔ ۳۹ حکومت مستقل در آلمان را نشان داد که از زمان امپراتوری مقدس روم به ارث رسیده بود. همچنین، این جنبش درخواست مردم آلمان برای آزادی سیاسی، دموکراسی و ملی‌گرایی بیش تر را نشان داد.

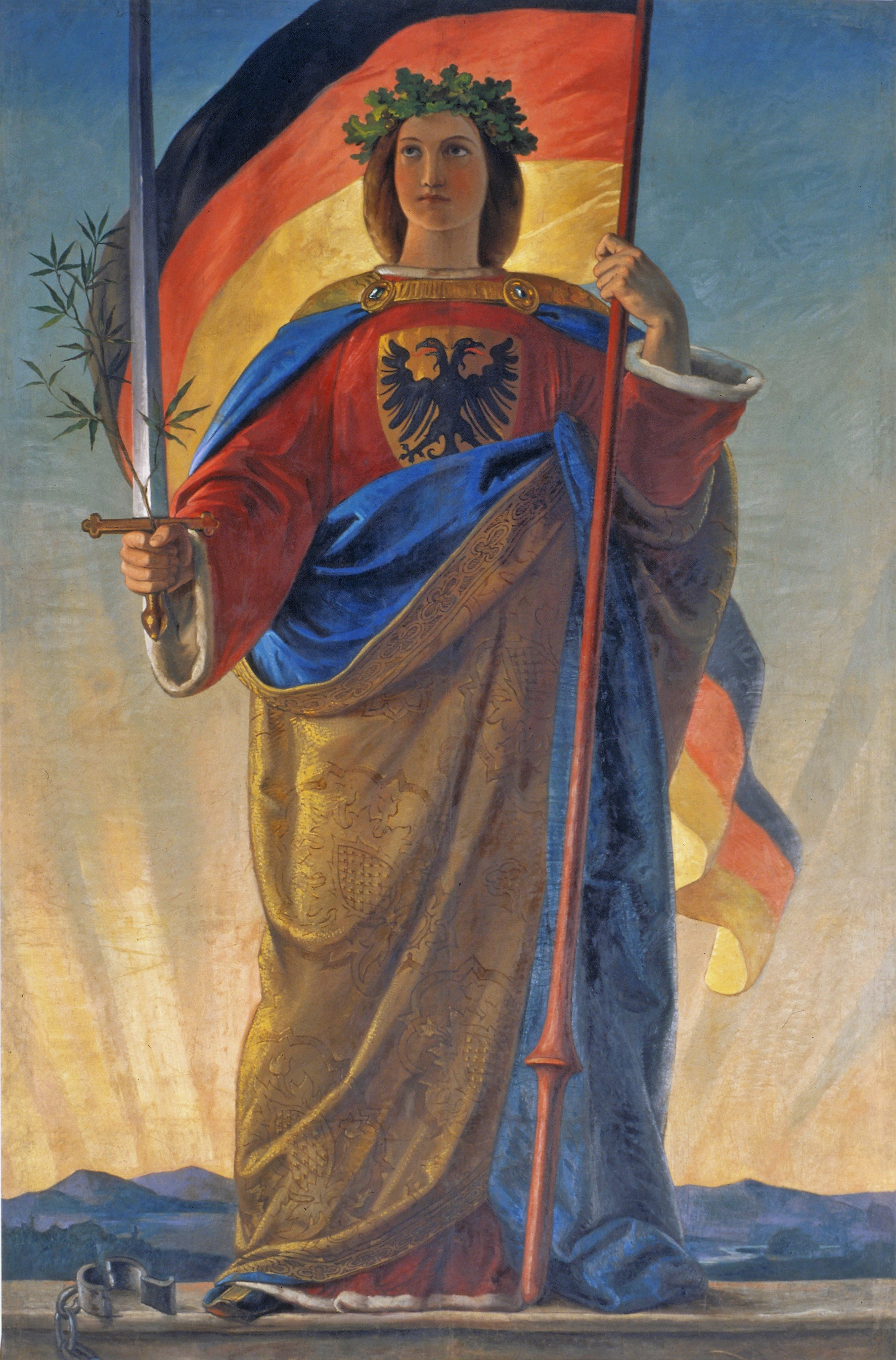
نقاشی گرمانیا احتمالاً اثر فیلیپ فایت آویخته در مجلس فرانکفورت، نخستین مجلس ملی در تاریخ آلمان

## دلایل آغاز
یکی از دلایل بسیار مهم انقلاب ۱۸۴۸ آلمان، گسترش حس آزادی طلبی در سرزمین‌های آلمانی بود که پس از انقلاب فرانسه و جنگ‌های ناپلئونی ایجاد شده بود. به علاوه، تحرکات انقلابیون در دیگر کشورهای اروپایی، انقلابیون آلمان را به نهضت و قیام تشویق نمود. در فوریه ۱۸۴۸، شاه لوئی-فیلیپ در فرانسه با حمایت انقلاب بر تخت نشست. این رویداد، مشوق آلمانی‌ها برای طغیان بر ضد حکام ظالم آلمانی و اتریشی گردید.

## حوادث منجر به انقلاب
انقلاب فوریه در فرانسه، مستقیماً بر انقلاب ۱۸۴۸ اتریش نیز اثر گذاشت. نتیجهٔ جنبش مردم در اتریش، فرار مترنیخ، صدراعظم مستبد امپراتوری اتریش بود. این واقعه که در ماه مارس رخ داد، هم زمان در آلمان نیز شروع گشت و به همین دلیل به انقلاب مارس آوازه یافت.

## بادن
دولت بادن در آلمان، از ۱۸۱۱ دارای حکومت مشروطه و آزادی خواه بود اما در ۱۸۲۵ آزادی‌ها لغو شد و استبداد جای آن را گرفت. در ۱۸۳۰، بادن تبدیل به دوک‌نشینی بزرگ شد. موج انقلاب فوریه در فرانسه زودتر از دیگر ایالت‌های آلمان، به بادن رسید و در آن‌جا حکومتی آزاد برقرار گشت.